# ARCHE (アルバム)
『ARCHE』（アルケー）は、日本のバンドDIR EN GREYのメジャー9作目のアルバム。

## 概要
- タイトルは「根源」の意を持つギリシャ語である。京からアルバム制作の早いタイミングでこのタイトルが提案されており、アルバムの全体像が見えてから最終的に決定した[2]。京によると「昔やっていたことや、昔抱いていた感情を持ち出して、今どう感じるか、今の自分達ならどう表現するのか」と言うところからタイトルに繋がったという[3]。
- 本作では、前作『DUM SPIRO SPERO』以前にあった、プログレ色の強いものやプレイに頭を使うという考えは排除されている[4]。薫によると、メンバー自身から「音数が少なくて、もっとゆったりした曲をメインでやりたい」という声があったため、制作の初期段階ではそういう曲を中心に作り、そこからバランスを見て曲のバリエーションを広げていったという[5]。
- 本作以前の曲作りについてはコンピュータ上で行い、レコーディングでも5人で音合わせすることはなく、ライブツアーのリハーサルで初めて音合わせを行うという状態であった。その後、シングル「SUSTAIN THE UNTRUTH」の頃から、レコーディングに際してはなるべく音合わせをしてから録るようになった。ただし、アルバム制作の最後の方では、ライブツアーと重なったため、音合わせは出来なかった[6]。
- 制作にあたって多くの曲が用意されていた。薫によると、薫個人で60 - 70曲ぐらい用意し、他のメンバーの曲も入れてバンドで音合わせしたのは20 - 30曲であった。そのうち、実際にレコーディングしたのは20曲近くあり、少し削ることも考えたが、メンバーから「全部やりたい」という声があったため、全て収録されることになった[2]。ただし、「and Zero」および「てふてふ」は1枚のディスクに入り切らなかったため、完全生産限定盤の2枚目ディスクと言う形で収録されている。
- ジャケットのアートワークを描いたのは、同バンドの『DUM SPIRO SPERO』や「輪郭」のジャケットも手がけた依田耕治。バンドサイドから提示された「始まり、水」・「生まれてくることを感じるようなもの」・「柄等はないもの」・「動きのあるものの中の存在」という4つのキーワードを元に描いたという[7]。
- 2014年3月9日の日本武道館公演で発売が告知された。当初は11月発売の予定であったが12月に発売が延期された。
- アルバムのリリースは『THE UNRAVELING』以来、1年ぶりであり、オリジナル・アルバムとしてのリリースは、前作『DUM SPIRO SPERO』以来、3年ぶりである。
- 完全生産限定盤(Blu-spec CD2＋特典CD＋特典DVDまたは特典Blu-rayのいずれか)、初回生産限定盤(CD＋特典DVD)、通常盤の3タイプ、4パターンでのリリースとなる。Blu-spec CDとして発売されたのは、彼らの作品では本作が初となる。また、完全生産限定盤には、メンバーへのインタビューとメンバーによる各曲の解説を掲載した冊子、ポストカード、ステッカーも封入されている。
- 特定店舗で予約購入すると、特典としてステッカー、ポストカード、ポスターのいずれかが付属した。
- トレイラーでは堀川りょうが、第1弾CMでは池田秀一、第2弾CMでは立木文彦がナレーションを担当している。
- アルバム特設サイトでは、「ARCHE」の完全生産限定盤および初回生産限定盤に封入されているパスワードを入力すると、2014年12月10日12時から2015年1月12日の間まで、ファン同士のチャットに参加できる企画が行われた。チャットにはマネージャーやスタッフの他、メンバーが参加したこともあった。

## 収録曲
DISC 1
完生産限定盤、初回生産限定盤、通常盤と全タイプ共通である。
1. Un deux
薫原曲。アルバム曲の中では初期に制作されていた。京曰く「アルバムの核になる曲」。最初はハードなアレンジをされており、一度選考から漏れたが、現在のキャッチーなアレンジに変えて収録されることになった[8]。
「TOUR14 PSYCHONNECT -mode of “GAUZE”?-」で先行披露された。
テレビ東京系「ヨソで言わんとい亭〜ココだけの話が聞ける（秘）料亭〜」エンディングテーマ。
2015年3月よりカプコン「バイオハザード リベレーションズ2」CMソングとしても使用された[9]。
2. 咀嚼
薫原曲。アルバム曲の中では初期に制作されていた曲[8]。
3. 鱗
薫原曲。薫によると「速い曲を作ろう」と言うことで制作された[8]。
「TOUR14-15 BY THE GRACE OF GOD」のアルバム発売前の日程で先行披露された。
ミュージック・ビデオ集『Average Sorrow』の発売決定に伴い、撮り下ろしのPVが制作された。
4. Phenomenon
薫原曲。デモの段階からアレンジが変わっておらず、薫曰く「不思議なまま収録されてしまっている曲」[8]。
5. Cause of fickleness
Shinya原曲。京はこの曲について「一番パンク・テイストの強い曲。メタルとは違う疾走感がある。声を楽器的な感じで聴いて欲しい」とコメントしている[8]。
Shinyaによると「インドっぽいフレーズをやってみたかった」とのこと。メロディは京が付けており、ShinyaがAメロだと思っていた所を京はイントロと捉えていたりしており、「捉え方の違いが曲を面白くさせる」とも述べている[8]。
「TOUR14-15 BY THE GRACE OF GOD」のアルバム発売前の日程で先行披露された。
6. 濤声
Die原曲。「とうせい」と読む。
「TOUR14-15 BY THE GRACE OF GOD」のアルバム発売前の日程で先行披露された。
7. 輪郭
26thシングル。シングル版からミックスが変わっている。
薫によると、収録曲の中でも古い曲であるため、アルバム収録を見送ることも考えられた。しかし、前曲の「濤声」が「輪郭」に似た構築感がある曲であるため、「そういう曲と並んだときに面白い対比ができ、お互いを引き立てるんじゃないか」と思ったため、収録が決まった経緯がある。また、「輪郭」がなかったらアルバム自体がもっとサラっとした印象になっていたかもしれないとも述べている[2]。
8. Chain repulsion
薫原曲。「TOUR14 PSYCHONNECT -mode of “GAUZE”?-」で先行披露された。
9. Midwife
Toshiya原曲。アレンジに一番時間がかかった曲[8]。
10. 禍夜想
「まがやそう」と読む。シングル「SUSTAIN THE UNTRUTH」の頃に制作された曲で、一度選考から漏れたが、「このアルバムに合うんじゃないか」ということで本作での収録が決まった[8]。
「TOUR14-15 BY THE GRACE OF GOD」のアルバム発売前の日程で先行披露された。
11. 懐春
Die原曲。Toshiyaはベースプレイについて「80年代の歌謡曲を意識した」と述べている[8]。
12. Behind a vacant image
アルバム曲では古めの曲であるが、アレンジ自体はアルバム制作の終盤まで変更が加えられていた[8]。
13. Sustain the untruth
27thシングル。シングル版からミックスが変わっており、曲名表記も頭文字以外は小文字になっている。
14. 空谷の跫音
薫原曲。
「くうこくのきょうおん」と読む。アルバム曲としては最初に出来上がった[8]。
山口保幸によるリリックビデオが制作されており、そちらの音源ではアウトロがフェードアウトする。
「TOUR14-15 BY THE GRACE OF GOD」のアルバム発売前の日程で先行披露された。
『LUNATIC FEST.』の1日目で演奏された際、LUNA SEAのSUGIZOがヴァイオリンの生演奏で参加した。スタジオ音源としてでもちゃんと収めればというメンバーの要望に応えて、のちに発売されたシングル『詩踏み』のカップリングに「空谷の跫音 feat. SUGIZO」として、SUGIZOのヴァイオリンをレコーディングしたアレンジ違いが収録されている。
15. The inferno
薫原曲。アルバム曲としては最後に出来上がった。薫によると「メロディのある曲じゃなくて、ただ速くてわーっとなってる曲が欲しい」ということで制作された[8]。今作の中では唯一全編シャウトのみで歌いあげられている。この音源に於いてはアウトロはフェードアウトであるが、ライブでは段々と速度が落ちるようなアウトロが演奏されている。
16. Revelation of mankind
アルバム曲の中では初期に制作されていた曲。曲順を決めるにあたって、「最後は勢い良く、爽快に駆け抜けていく感じで終わっていこうか」ということで、最後に収録されることになった[8]。
「TOUR14-15 BY THE GRACE OF GOD」のアルバム発売前の日程で先行披露された。
PVが2種制作されている。ひとつはミュージック・ビデオ集『Average Sorrow』に収録されているが、暴力を伴う一部シーンで規制がかけられている。
映像には「朔-saku-」「鼓動」のPVの一部が使用されており、また、PVで主人公がYouTubeを閲覧しているシーンでは、「DUM SPIRO SPERO AT NIPPON BUDOKAN」の映像が使用されている。尚、主人公役で出演している演者は、「朔-saku-」「鼓動」に主人公役で出演していた演者と同一人物である。

DISC 2
完全生産限定盤、初回生産限定盤。なお、初回生産限定盤には「Sustain the untruth [REMIX]」「咀嚼 (Acoustic Ver.)」「鱗 (Crossover Ver.)」の3曲のみが収録される。
1. and Zero
インストゥルメンタル。2013年のツアー『TOUR2013 GHOUL』にて登場SEとして使用していた楽曲を、バンド編成で新たにアレンジしたもの。
2. てふてふ
Die原曲。平仮名表記の楽曲は2003年の「かすみ」以来11年ぶりである。
3. Sustain the untruth [REMIX]
4. Unraveling [REMIX]
5. 咀嚼 (Acoustic Ver.)
6. 鱗 (Crossover Ver.)
7. Behind a vacant image (Acoustic Ver.)

DISC 3
完全生産限定盤のみ。DVDとBlu-ray DISCの2パターンでのリリース。内容は「Un deux」「Chain repulsion」の、スタジオ一発録りのミュージック・クリップ、2014年8月に開催された「TOUR14 PSYCHONNECT -mode of “GAUZE”?-」より、追加公演であったSHINKIBA STUDIO COASTでの公演より、3曲のライブ映像、そして本作に関する映像コンテンツが収録される。
1. Un deux (Shot In One Take)
2. Chain repulsion (Shot In One Take)

TOUR14 PSYCHONNECT -mode of “GAUZE”?-
1. かすみ
2. 蜜と唾
3. 激しさと、この胸の中で絡み付いた灼熱の闇

- BEHIND THE SCENES OF ARCHE